# فهد الجار الله
فهد عبدالعزيز حسن الجارالله ، مصرفي وسياسي كويتي، يشغل منصب وزير المالية منذ 9 سبتمبر 2023.، خلفاً لمناف عبدالعزيز الهاجري الذي استقال في يوليو 2023.

## مسيرته المهنية
حاصل على بكالوريوس إدارة أعمال من جامعة الكويت ،كان يشغل منصب وكيل وزارة مساعد في وزارة المالية لشؤون أملاك الدولة والشؤون القانونية قبل تكليفه بحمل الحقيبة الوزارية بشهر ، كما شغل قبل ت،ليه المنصب الوزاري مناصب تنفيذية وعضوية مجالس إدارات في العديد من الشركات والبنوك الكويتية كالبورصة الكويتية، البنك التجاري الكويتي وشركة نور للاستثمار المالي، والشركة الكويتية للتمويل والاستثمار "كفيك"، الشركة الكويتية للمقاصة.